# Loredana Cannata
Loredana Cannata (Giarratana, 14 de julio de 1975) es una actriz y cineasta italiana. Ha aparecido en numerosas series de televisión, películas y obras de teatro en Italia, incluyendo algunas colaboraciones con directores como Tinto Brass, Ferzan Özpetek, Romano Scavolini, Paolo Sorrentino y Aurelio Grimaldi.

## Filmografía

### Cine
- La donna lupo, de Aurelio Grimaldi (1999)
- Sotto gli occhi di tutti, de Nello Correale (1999)
- Maestrale, de Sandro Cecca (2000)
- Ustica. Una spina nel cuore, de Romano Scavolini (2001)
- Gabriel, de Maurizio Angeloni (2001)
- Sotto gli occhi di tutti, de Nello Correale (2002)
- Senso '45, de Tinto Brass (2002)
- Un mondo d'amore, de Aurelio Grimaldi (2002)
- Albakiara, de Stefano Salvati (2008)
- Magnificent Presence, de Ferzan Ozpetek (2012)
- Youth, de Paolo Sorrentino (2015)

### Televisión
- La voce del sangue (1999)
- Giochi pericolosi (2000)
- La casa delle beffe (2000)
- Villa Ada (2000)
- Il bello delle donne 2 (2002)
- La squadra 3 (2002)
- Un caso di coscienza (2003)
- Il bello delle donne 3 (2003)
- Madame (2004)
- La caccia (2005)
- Un caso di coscienza 2 (2005)
- Finalmente Natale (2007)
- Exodus - Il sogno di Ada (2007)
- Finalmente a casa (2008)
- Provaci ancora prof (2008)
- Un caso di coscienza 3 (2008)
- Un caso di coscienza 4 (2009)
- Viso d'angelo (2011)
- Un caso di coscienza 5 (2013)
- Romanzo siciliano (2015)
- Questo è il mio paese (2015)